# Zoltán Balog
Zoltán Balog (født 22. februar 1978) er en ungarsk fodboldspiller, der spiller for den ungarske klub Gyirmót SE.
Han kom til Viborg FF i sommeren 2007 fra Ferencvárosi TC, men fik begrænset succes i den sæson hvor klubben rykkede ned.
Balog flyttede tilbage til Budapest og Ferencvarosi TC præcis ét år efter starten i Viborg.

## Landshold
Zoltán Balog fik debut for Ungarns fodboldlandshold den 31. maj 2005, da Frankrigs fodboldlandshold vandt hjemmekampen i Metz med 2-1. Han har i alt spillet 6 kampe for nationalmandskabet.